# Timothy Harrington
Timothy Charles Harrington, född 1851 i Castletownbere i County Cork, död den 12 mars 1910, var en irländsk journalist, barrister och politiker. Han var parlamentsledamot i det förenade brittiska och irländska kungadömet (Förenade kungariket Storbritannien och Irland). Som medlem av Irish Parliamentary Party representerade han Westmeath från februari 1883 till november 1885. 
Harrington var en av Charles Stewart Parnells främsta medhjälpare och anhängare under kampen mot Storbritannien under 1880- och 1890-talet.